# Adolfo López Mateos
Adolfo López Mateos (Atizapán de Zaragoza, 26 mei 1909 – Mexico-Stad, 22 september 1969) was een Mexicaans politicus. Hij was president van Mexico van 1958 tot 1964. López Mateos was een van Mexico's populairdere en charismatische presidenten. Onder zijn termijn vond een sterke economische groei plaats en nam het verschil tussen arm en rijk af. Desalniettemin kenmerkten vooral de laatste jaren van zijn presidentschap zich ook door repressief optreden.

## Vroege jaren
López Mateos was geboren in Atizapán de Zaragoza, het huidige Ciudad López Mateos, in de deelstaat Mexico als zoon van een tandarts en een lerares; hoewel hij volgens sommige onderzoekers eigenlijk in Chimaltenango in Guatemala zou zijn geboren. Zijn vader overleed terwijl López Mateos nog kind was, waarna het gezin verhuisde naar Mexico-Stad, waar zijn moeder directrice van een weeshuis werd.
In 1929 studeerde hij af aan het Wetenschappelijk en Literair instituut van Toluca. Hij was destijds lid van de Nationale Antiherverkiezingspartij (PNA) van José Vasconcelos. In 1929 nam Vasconcelos het in de presidentsverkiezingen op tegen de 'officiële' kandidaat Pascual Ortiz Rubio, een marionet van Plutarco Elías Calles. Nadat een van zijn vrienden werd gedood door een aanhanger van Calles, vluchtte López Mateos naar Guatemala. Twee jaar later keerde hij terug, en sloot zich aan bij de Nationaal Revolutionaire Partij (PNR), de latere Institutioneel Revolutionaire Partij (PRI). Als beschermeling van Isidro Fabela, gouverneur van Mexico, wist hij omhoog te klimmen. Van 1946 tot 1952 zat hij in de Kamer van Senatoren en in 1952 benoemde president Adolfo Ruiz Cortines (1952-1958) hem tot minister van arbeid.

## Verkiezing
Traditiegetrouw wees de zittende president de PRI-presidentskandidaat voor de verkiezingen aan, en zo werd López Mateos in 1957 door Ruiz Cortines aangewezen als kandidaat voor de verkiezingen van het daaropvolgende jaar. López Mateos won die verkiezingen met zeer ruime marge. Hij kreeg 90.43% van de stemmen, tegen 9,42% voor zijn belangrijkste tegenkandidaat Luis H. Álvarez van de conservatieve Nationale Actiepartij (PAN). Álvarez werd tijdens de campagne op alle mogelijke manieren gedwarsboomd. Zo heeft hij enige tijd gevangengezeten wegens het 'voeren van oppositie'.

## Presidentiële termijn
López Mateos werd gezien als een linkse president, maar zoals hij zelf zei 'links binnen de grondwet'. López Mateos stond bekend als een goed redenaar en een charismatisch politicus.
Tijdens zijn termijn voerde hij een aantal hervormingen door ten gunste van de armen. Hij zorgde voor landverdelingen en verhoogde het budget voor gezondheidszorg, sociale zekerheid en onderwijs. Aan het eind van zijn termijn was onderwijs de grootste uitgavenpost. Door een voortvarende aanpak van de gezondheidszorg werden de gele koorts en pokken in Mexico uitgeroeid. Hij liet een aantal bedrijven, waaronder telecommunicatie en elektriciteit, nationaliseren en richtte in 1959 het Instituut voor Veiligheid en Sociale Diensten voor Werknemers in Overheidsdienst (ISSSTE) op, een instituut voor sociale zekerheid dat de opvolger werd van de oude pensioenendienst. López Mateos had Antonio Ortiz Mena benoemd tot minister van haciënda, waarmee Mexico een van de meest voorspoedige periodes uit zijn geschiedenis kende.
Desalniettemin trad López Mateos hard op tegen tegenstanders. De enige vakbond die hij tolereerde was de aan de PRI gelieerde Confederatie van Mexicaanse Arbeiders (CTM) van Fidel Velázquez. López Mateos paste de grondwet aan zodat staken moeilijker werd. Na een spoorwegstaking liet hij vakbondsleider Demetrio Vallejo gevangenzetten wegens 'sociale dissolutie' en ook de internationaal bekende schilder en communist David Alfaro Siqueiros werd gevangengezet. Dieptepunten van López Mateos' optreden waren het bloedig uiteenslaan van een mijnwerkersstaking in Zacatecas in 1959 en de moord op de activist Rubén Jaramillo en zijn familie in 1962. Ook stakingen bij PEMEX en onder leraren werden met militaire macht uiteengeslagen. Grote ophef ontstond bij de gouverneursverkiezingen in San Luis Potosí toen de populaire activist Salvador Nava hier in 1961 de verkiezingen gewonnen leek te hebben. De kiesraad riep echter PRI-kandidaat Manuel López Dávila tot winnaar uit, waarna maandenlange demonstraties en protesten volgden, die eindigden toen Nava in januari 1963 gearresteerd, gemarteld en gevangengezet werd.
Mexico kwam bijna in oorlog met Guatemala naar aanleiding van een conflict over de zeegrens tussen de twee landen. Mexicaanse vissersboten werden door de Guatemalteekse luchtmacht beschoten. President van Guatemala Miguel Ydígoras Fuentes stelde voor het conflict uit te vechten doormidden van een duel met López Mateos, wat deze weigerde. López Mateos onderhield goede relaties met de Verenigde Staten. Met John F. Kennedy loste hij het grensconflict van Chamizal op, een gebiedje dat sinds bestreden werd tussen Mexico en de Verenigde Staten. Tijdens het conflict tussen de VS en Cuba na de machtsovername van Fidel Castro bleef Mexico neutraal. In tegenstelling tot de meeste andere Amerikaanse landen weigerde Mexico de banden met Cuba te verbreken of af te zwakken, López Mateos zag de Mexicaanse regering immers zelf ook als 'revolutionair'. Desalniettemin veroordeelde hij de plaatsing van kruisraketten op Cuba door de Sovjet-Unie. López Mateos' buitenlandse politiek leverde hem vriendschap op met de Franse president Charles de Gaulle, die eveneens een neutrale positie in de Koude Oorlog nastreefde. Voormalig president Lázaro Cárdenas (1934-1940) bekritiseerde hem echter en zag liever dat hij nauwere banden aanging met Cuba.

## Opvolging en nalatenschap
López Mateos had regelmatig problemen met zijn gezondheid en werd geplaagd door migraine, zodat de minister van binnenlandse zaken Gustavo Díaz Ordaz veel macht in handen kreeg. In 1963 benoemde hij Díaz Ordaz tot presidentskandidaat, die een jaar later de verkiezingen won en president werd.
Na zijn termijn spande López Mateos zich onder andere in om de Olympische Spelen van 1968 naar Mexico-Stad te halen, en werd het hoofd van het organisatiecomité. Zijn gezondheid ging echter zo sterk achteruit dat hij de Olympische Spelen niet meer zelf kon meemaken. Door een hersenaneurysma raakte hij in 1967 een coma. Gedurende de laatste twee jaar van zijn leven bevond hij zich in een vegetatieve toestand; hij overleed in 1969.
López Mateos is een van de populairste presidenten uit de moderne geschiedenis van Mexico, zowel tijdens zijn leven als na zijn dood. López Mateos wordt in Mexico nog altijd gezien als iemand die veel goeds voor de bevolking heeft gedaan, en zijn autoritaire onderdrukking van tegenstanders wordt vaak over het hoofd gezien. Voor veel linkse Mexicanen is López Mateos de laatste werkelijk linkse president die Mexico heeft gehad.